# Nagycsőrű remetekolibri
A nagycsőrű remetekolibri (Phaethornis malaris) a madarak osztályának sarlósfecske-alakúak (Apodiformes) rendjébe és a kolibrifélék (Trochilidae) családjába tartozó faj.

## Rendszerezése
A fajt Alexander von Nordmann finn zoológus írta le 1835-ben, a Trochilus nembe Trochilus malaris néven.

## Alfajai
- Phaethornis malaris bolivianus Gould, 1861
- Phaethornis malaris insolitus Zimmer, 1950
- Phaethornis malaris malaris (Nordmann, 1835)
- Phaethornis malaris margarettae Ruschi, 1972
- Phaethornis malaris moorei Lawrence, 1858
- Phaethornis malaris ochraceiventris Hellmayr, 1907[2]

## Előfordulása
Dél-Amerikában, Bolívia, Brazília, Ecuador, Francia Guyana, Kolumbia, Peru, Suriname és Venezuela területén honos.
Természetes élőhelyei a szubtrópusi vagy trópusi síkvidéki és hegyi esőerdők, mocsári erdők és cserjések. Állandó, nem vonuló faj.

## Megjelenése
Testhossza 18 centiméter, testtömege 4-10 gramm.

## Életmódja
Nektárral és ízeltlábúakkal táplálkozik.

## Természetvédelmi helyzete
Az elterjedési területe rendkívül nagy, egyedszáma ugyan csökken, de még nem éri el a kritikus szintet. A Természetvédelmi Világszövetség Vörös listáján nem fenyegetett fajként szerepel.